# 786年
| 千纪： | 1千纪                                                                                           |
| 世纪： | 7世纪 \| 8世纪 \| 9世纪                                                                         |
| 年代： | 750年代 \| 760年代 \| 770年代 \| 780年代 \| 790年代 \| 800年代 \| 810年代                       |
| 年份： | 781年 \| 782年 \| 783年 \| 784年 \| 785年 \| 786年 \| 787年 \| 788年 \| 789年 \| 790年 \| 791年 |
| 纪年： | 丙寅年（虎年）；唐貞元二年；南诏上元三年；李希烈武成三年；日本延曆五年；渤海国大興四十九年      |

## 大事记
- 吐蕃背棄清水會盟，尚结赞率军攻打泾州、陇州、邠州、宁州，京城戒严，李晟率军在汧城大败吐蕃军，攻克摧沙堡。十一月，吐蕃攻克盐州、夏州、银州、麟州，刺史杜彦光、拓跋乾晖等出逃。
- 駐守西域的李元忠與郭昕借回紇道（今蒙古）至長安，被提為北庭、安西都護。
- 查理曼反击布列塔尼。

## 出生
- 9月7日：嵯峨天皇，日本第52代天皇